# 元游戏 (游戏方法)
元游戏（英語：Metagaming），或者关于游戏的游戏，是指任何超越规定的游戏规则、利用外部因素来影响游戏、或超越游戏所设定的限制或环境的游戏方法。
元游戏也可以指一种游戏方法是创建或修改子游戏的规则的游戏，玩家可以选择在游戏过程中将哪些规则应用于游戏本身。

## 例子
- 在国际象棋中，有一套特殊的棋步可以让棋手赢在第四步棋。 弈者A一直在观察弈者B下棋，而在过去的五局比赛中，弈者B连续五局都试图使用这四步棋取胜。 当弈者A坐下来与弈者B下棋时，如果弈者A利用先前观察的B的下棋方法反制对方，那么弈者A就会被视为元游戏，从而取得优势。
- 在现代电脑游戏中，尤其是休闲游戏、移动游戏和平板电脑游戏中，在游戏外获得的成就被认为是元游戏元素，因为它们是虚拟游戏之外的游戏。也被称为犒赏系统、成就游戏、增强现实游戏和游戏化。[1]
- 任何有不参与游戏的观众的游戏，都有可能会出现元游戏。如果观众向参与游戏的团队或个人透露了他们在其他情况下无法获得的信息，那么被透露者就属于元游戏。
- 在流行的集换式卡牌游戏中，如万智牌、宝可梦集换式卡牌游戏或游戏王集换纸牌游戏玩家们用他们事先制作的卡组进行比赛，而"元游戏"包括目前流行的、预计会在比赛中大量出现的卡组类型。对元游戏趋势的了解可以让玩家在与其他参赛者的对战中获得优势，既可以在比赛时快速识别对手有什么样的卡组，并猜测他们可能的卡组或招式，也可以在卡组制作过程中，选择对当前流行的卡组类型表现出色的卡组，而可能牺牲对稀有卡组的表现。另一个元游戏的例子是唬弄对手，让对手期待你没有的牌，或者用他们可能没有准备好的新式卡组给你一个惊喜。卡牌的二手市场很大程度上受到了元游戏趋势的影响：当卡牌受到欢迎时，它们就会变得更贵，且往往是稀缺的。[2]
- 在格斗游戏中，在角色选择画面中，可能会出现元游戏。角色有各种不同优势，也有弱点，只要你知道这些优势和弱点（称为 "匹配"），就可以根据你选择的角色更容易被利用。举个基本的例子，一个拥有弹射攻击的角色，比起必须靠近对手才有效的抓取者更有优势。在竞技场的设置中，搭配元宝是非常重要的。在最近的格斗游戏中，在联机模式中实现了盲选。这样一来，双方玩家都无法看到对方玩家选择了什么角色。在比赛中，玩家可以选择盲选，在盲选中，玩家可以私下告诉裁判自己打算在比赛中选择的角色，从而使自己的角色选择成为强制性的。在最近发布的游戏中，一个较新的趋势是允许玩家同时选择多个角色，然后在游戏中进行切换，这样一来，玩家就可以在游戏中选择多个角色，这样一来，搭配选择角色就变得几乎不可能。
- 在星际冲突（英语：Star Conflict）或星际公民等太空模拟（英语：Space simulator）动作游戏中，元游戏是根据游戏模式或团队游戏的类型选择舰船等级、武器、护盾和主动舰船模块。玩家对战模式(PvP)中的元游戏，是根据最具杀伤力的武器、舰船可用的逃生方式、人群控制效果的持续时间等来计划和实现舰船的建造和团队玩法。meta的缩写可能指的是游戏玩家俚语中的一个术语[來源請求]，指的是目前竞技水平最高的游戏中，什么是目前竞技水平最高的，什么是领先的战舰类型或多人游戏策略等。
- 许多逻辑益智游戏都类似于元游戏。按照惯例，逻辑益智游戏只有在有唯一的解法时，才被认为是精心构造的。在解谜时，人们可能会注意到，如果把某个候选符号放在一个方块中，就会有多种方法来完成另一个部分的谜题，而没有任何额外的信息可以决定它们之间的关系。 如果单一解法的存在仅仅是一种惯例而不是规则，那么以这些理由排除这个候选符号可能会被归类为元游戏。
- 在反复的、竞争性的多人游戏中，玩家可以通过组队来获得优势，如果玩家过于频繁地背叛自己的盟友，可能会被不信任，导致在后续的游戏中很难形成合作关系。[3]
- 尼格尔·霍华德将元游戏定义为一种决策过程，它借由改变一个问题的外部变量以对可能的结果进行分析。[4][5]

### 特定环境下的元游戏
在特定游戏中，元游戏是指对游戏内当前战略趋势的了解。这种用法常见于那些拥有大型的、有组织的游戏系统或锦标赛赛场的游戏中，并为每个玩家定制卡组、微型模型或战棋。这类环境的一些例子是收藏类卡牌游戏的比赛场景，如 万智牌、巫师之昆特牌和炉石传说；桌上战棋如战锤40000和战争机器；基于队伍的多玩家在线游戏，如Star Conflict、Dota 2、英雄联盟、王者荣耀和军团要塞2。一些其他游戏，如风暴英雄和绝地求生中，每一个场景都有不同的元游戏。
这些环境中的元游戏往往会受到游戏开发商和发行商添加的新元素的影响，比如卡牌游戏中的新卡牌扩展，或者是网游中角色能力的调整等。元游戏也可能在玩家社区内作为赢得当前流行的策略的反应而出现，随着时间的推移，形成策略类型的波动和流动。

### 电脑游戏
最近，元游戏这个术语被电竞评论员用来描述一种新兴的方法论，指在一种高水平的游戏中所需的基本策略。这个术语的定义多种多样，但基本包括“赛前理论”、“行为预判”、“Ad hoc”和“游戏策略”，取决于游戏具体的进行方式。这个术语的一个例子是星际争霸中之某些玩家通过之前与同一对手的比赛，让他们了解到该对手的打法，会使他们做出某些针对性的对策。

### 角色扮演游戏
在角色扮演游戏，元游戏是指玩家角色使用玩家了解而角色不了解的信息做出“脱离角色”的动作。在参加比赛或比较严肃的游戏环境中，元游戏一般不会得到好评，因为元游戏者所扮演的角色不能反应其角色在游戏中的背景、体验和行事方式。